# O mio babbino caro
O mio babbino caro („O mein lieber Papa“) ist der Name einer Arie aus Giacomo Puccinis einaktiger Oper Gianni Schicchi. Die Uraufführung der Oper fand 1918 zusammen mit Il tabarro und Suor Angelica als Il trittico (Das Triptychon) in der Metropolitan Opera in New York City statt.
Das italienische Libretto stammt von Giovacchino Forzano. „O mio babbino caro“ ist das bekannteste Stück der Oper, weshalb Gianni Schicchi auch häufiger außerhalb des Triptychons aufgeführt wird. Die Sopran-Arie wird von der Tochter der Titelfigur Gianni Schicchi, Lauretta, in der Mitte der Oper gesungen. Lauretta schildert ihrem Vater ihre große Liebe zu dem jungen Rinuccio, die so weit geht, dass sie sich im Arno ertränken will, wenn sie ihn nicht heiraten kann.
Das Stück gilt als eine der bekanntesten und beliebtesten Opernarien, so erhielt z. B. die australische Sopranistin Joan Hammond 1969 eine Goldene Schallplatte für über 1 Million verkaufter Exemplare der Arie unter dem englischen Titel „O My Beloved Father“.

## Text
| O mio babbino caro, mi piace è bello, bello; vo’andare in Porta Rossa a comperar l’anello! Sì, sì, ci voglio andare! e se l’amassi indarno, andrei sul Ponte Vecchio, ma per buttarmi in Arno! Mi struggo e mi tormento! O Dio, vorrei morir! Babbo, pietà, pietà! | O mein lieber Papa, ich liebe ihn und er ist schön, schön; ich will zur Porta Rossa gehen, um den Ehering zu kaufen! Ja, ja, ich will dorthin gehen! Und wenn die Liebe vergeblich war, gehe ich zum Ponte Vecchio, stürze mich in den Arno! Ich zerstöre und quäle mich! O Gott, ich möchte sterben! Vater, hab’ Mitleid, hab’ Mitleid! |